# Військово-морські сили Австро-Угорщини
Військо́во-морські́ си́ли А́встро-Уго́рщини чи Флот Австро-Угорщини (нім. Kaiserliche und Königliche Kriegsmarine дослівно Цісарські та Королівські Військово-морські сили) — один з видів збройних сил Австро-Угорської імперії. Скорочена назва німецькою — KuK Kriegsmarine.

## Історія

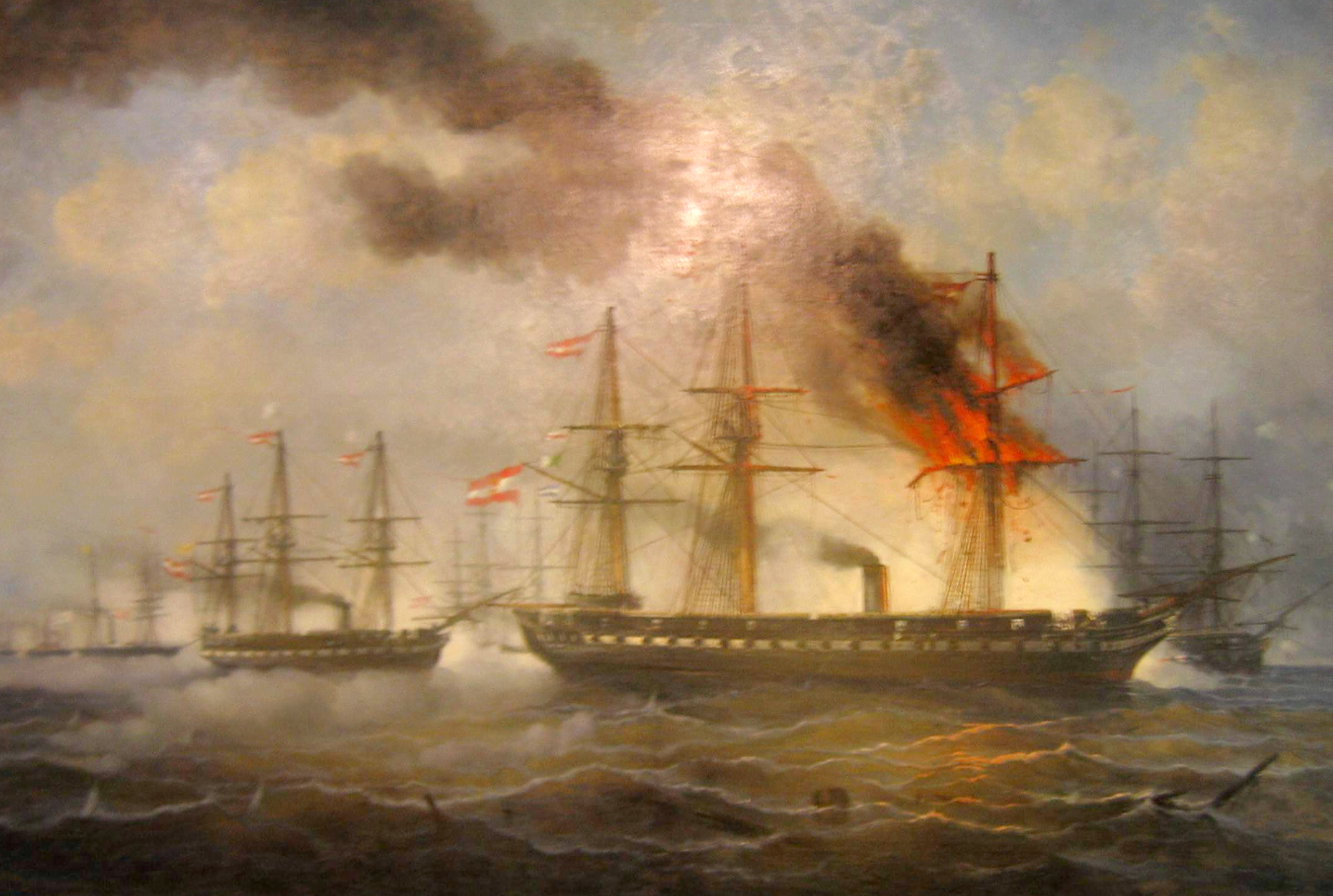
Битва при Гельголанді. Худ. Й. Пюттнер

Битва біля Лісси. Худ. К. Соренсен

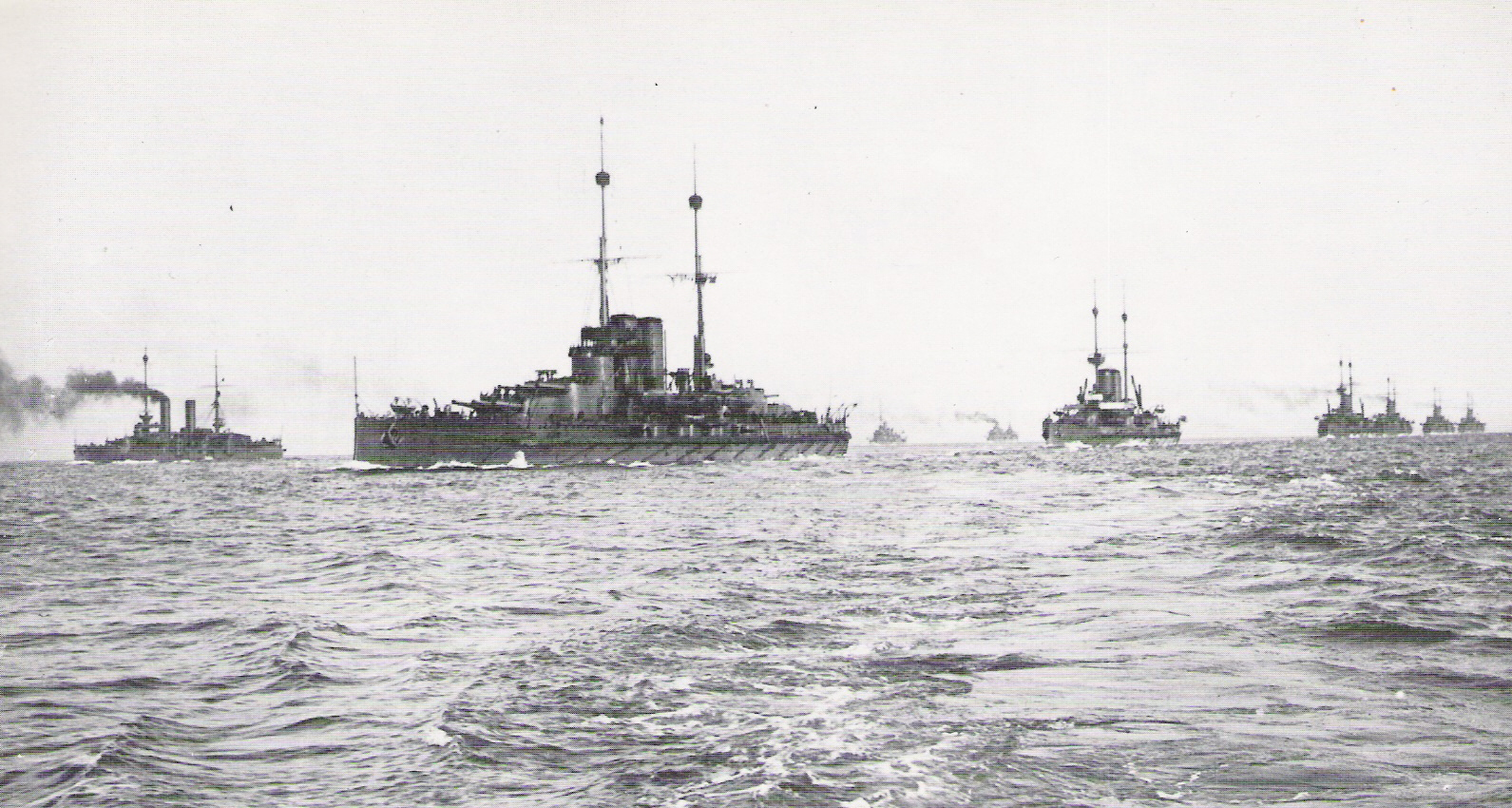
Флот на маневрах 1913 року

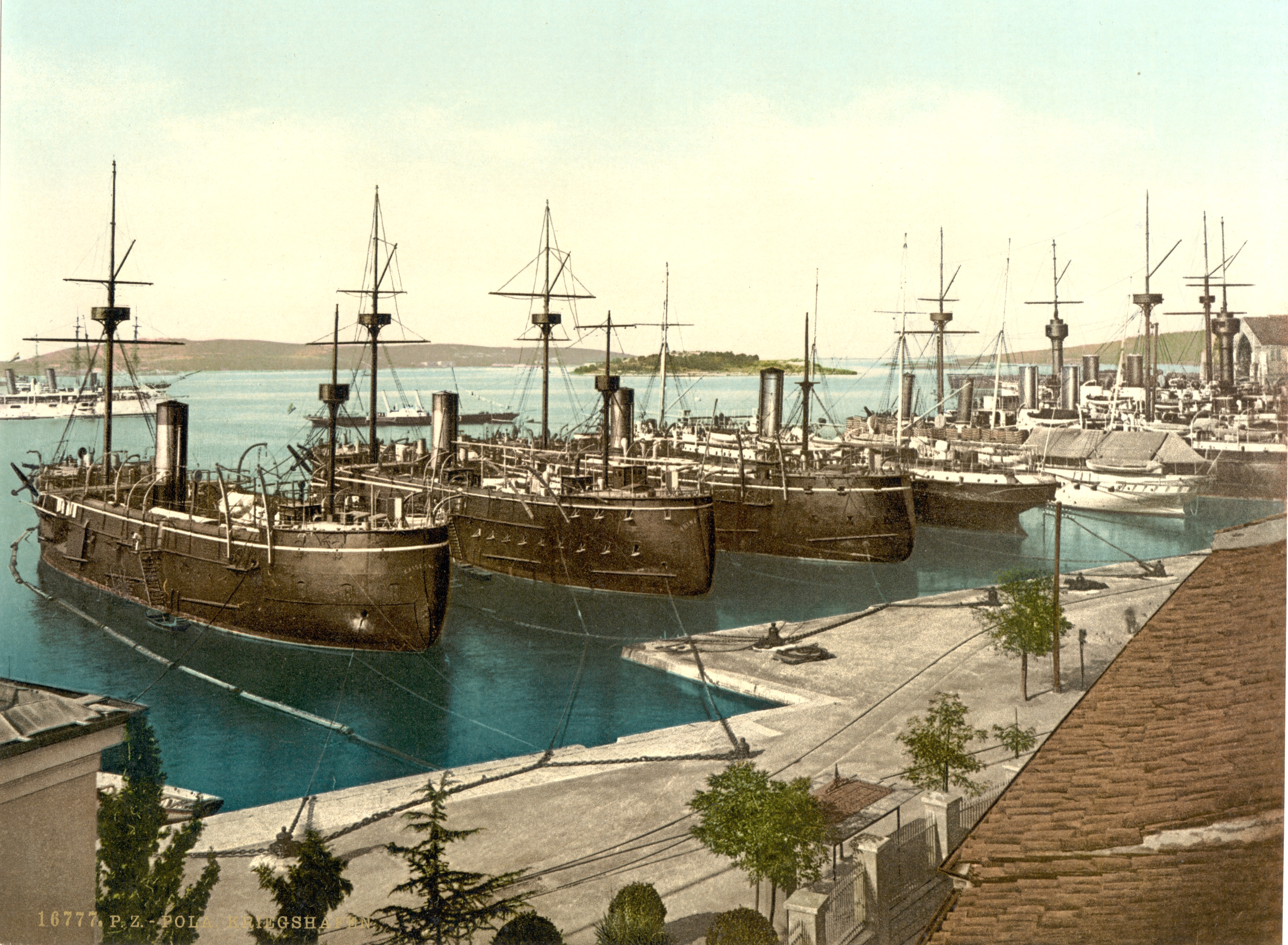
База флоту у Пулі. 1890

Ще у XIV ст. австрійський флот почав формуватись на узбережжі Адріатики, де Габсбурги заволоділи частиною хорватського узбережжя. У війнах з Османською імперією у XVI ст. була сформована імператорська флотилія на Дунаї для підтримки наземних військ. Формування регулярного флоту розпочав імператор Йосиф II після укладення мирного договору у Кампоформіо 1797, за яким він приєднав до своїх володінь Венецію і належні їй Далмацію, Істрію. Було створено цісарсько-королівський австро-венеційський флот (k.k. Veneta Marine) з головною базою у Венеції (перша половина ХІХ ст.). Першим застосуванням флоту вважають бомбардування 1839 портів марокканських піратів. Через два роки австро-англійський флот вів бойові дії проти турків біля узбережжя Сирії.
Під час повстання у Венеції 1848 Австрія втратила частину своїх кораблів, зосередивши решту флоту у портах Хорватії. Після захоплення 1849 Венеції військами фельдмаршала Йозефа Радецького відновлення і реорганізацію австрійського флоту імператор Франц Йосиф I доручив данському комендору 1 класу Гансу Далерупу, який отримав звання віце-адмірала. Було закладено нові кораблі, школи навчання офіцерів, цісарсько-королівську морську академію у Фіумі (1856). Задля унеможливлення впливу подій в Італії на стан флоту було закладено бази флоту в Трієсті, морський арсенал у Пулі, що дозволяло проводити блокаду Венеції, перекладено італійські назви кораблів на німецьку мову, введено німецьку мову як єдину службову (1850). Через послаблення флот не брав участі в Сардинській війні (1859). Наступного року до флоту було введено флотилії лагуни, озера Гарда, Дунайську. У 1861/62 було закладено перші три панцирні фрегати.
Флот брав участь 1864 у дансько-пруській війні. Контр-адмірал Вільгельм фон Тегетгофф 9 травня 1864 провів битву при острові Гельголанд, що дозволило зняти блокаду уст'я Ельби. В ході австро-італійської війни 20 липня 1866 Тегетгофф, вже віце-адмірал, командував австрійським флотом у переможній для нього битві біля Лісси — першому в історії бою панцирних парових кораблів. Адмірал Тегетгофф почав вводити уніфіковані команди на флоті, що складався переважно з італо-, хорвато-, австромовних моряків (1850).
Після поразки у війні з Прусією у жовтні 1866 Австрія втратила Венецію на користь Королівства Італія. Головні бази австро-угорського флоту знаходились у Трієсті (нині Італія) і Пулі (нині Хорватія) на Австрійському Примор'ї. Перед Першою світовою війною австро-угорський флот складався з 2 ескадр.
Також Австро-Угорщина мала у своєму розпорядженні річкову Дунайську флотилію. Флотилія складалася з моніторів, сторожових кораблів і допоміжних суден, зведених у дивізіони та групи. Брала дієву участь у Першій Світовій війні,— вважається, що один з її кораблів зробив перші постріли у цій війні. База її перебувала у Будапешті та Лінці, Клостернойбургу.
Військово-морські сили Австро-Угорщини припинили своє існування в 1918, після поразки Австро-Угорщини у війні і подальшого розпаду держави, та втрати Австрією і Угорщиною виходу до моря. За мирними угодами новим державам Австрії і Угорщині дозволили утримувати сили річної охорони, що не могли перевищувати 8 патрульних суден водотоннажністю до 130 т, двох до 60 т і десяти поліційних катерів. Особовий склад не міг перевищувати 100 офіцерів і 1500 моряків.

## Військові звання Ц.к. флоту
Рядовий склад
- Матрос, Кочегар (Matrose 2.Klasse, Heizer 2. Klasse)
- Старший матрос, кочегар 1 класу (Matrose 1.Klasse, Heizer 1. Klasse)
- Мат, старший кочегар (Marsgast, Oberheizer)
- Старший мат (Obermaat)

Старшинський склад
- Боцман (Bootsmannsmaat)
- Молодший боцман (Unterbootsmann, з 1914 Bootsmann)
- Штабний боцман (Stabsbootsmann, до 1908 Bootsmann, 1908–1914 Oberbootsmann 2. Klasse)
- Старший штабний боцман (Oberstabsbootsmann, до 1908: Oberbootsmann, 1908–1914 Oberbootsmann 1. Klasse)

Кандидати на офіцерське звання
- Однорічний вільнонайманий (Einjährig-Freiwilliger, Seeaspirant)
- Кадет (Seekadett, до 1908: Seekadett 2. Klasse)
- Мічман (фендрик) (Seefähnrich, до 1908 Seekadett 1. Klasse)

Командний склад
Молодші офіцери
- Корветте-лейтенант резерву (Korvettenleutnant in der Reserve)
- Морський лейтенант (Seefähnrich, Leutnant zur See, Fregattenfähnrich)
- Фрегаттен-лейтенант, (Fregattenleutnant, до 1908 Linienschiffsfähnrich)
- Капітан-лейтенант (Linienschiffsleutnant, до 1866 Schiffsleutnant)

Старші офіцери
- Корветтен-капітан (Korvettenkapitän)
- Фрегаттен-капітан (Fregattenkapitän)
- Капітан флоту (Linienschiffskapitän)

Вищі офіцери
- Контр-адмірал (Konteradmiral)
- Віце-адмірал (Viceadmiral)
- Адмірал (Admiral)
- Грос-адмірал(Großadmiral)

## Кораблі флоту

### Лінкори
клас «Viribus Unitis»
- «Viribus Unitis» (1911) * «Tegetthoff» (1912) * «Prinz Eugen» (1912) * «Szent István» (1914)

### Пре-дредноути
класу Habsburg
- «Habsburg» (1900)
- «Arpad» (1901)
- «Babenberg» (1902)

класу Erzherzog Karl
- «Erzherzog Karl» (1903)
- «Erzherzog Friedrich» (1904)
- «Erzherzog Ferdinand Max» (1905)

класу «Радецький»
- «Erzherzog Franz Ferdinand» (1908)
- «Radetzky» (1909)
- «Zrinyi» (1910)

### класу «Монарх»
- «Монарх» (1895)
- «Будапешт» (1894)
- «Відень» (1895)

класу «Кронпринц Ерцгерцог Рудольф»"
- «Кронпринц Ерцгерцог Рудольф»"
- «Кронпринцеса Ерцгерцогиня Стефанія»

### Ранні панцерники
- «Ерцгерцог Альбрехт» (1872)
- «Кустоца» (1875)
- «Don Juan d'Austria» (1862)
- «Don Juan d'Austria» (1875)
- «Принц Ойген» (1877)
- «Тегетгофф» (1877)

### Крейсери
Бронепалубні крейсери типу «Пантера»
- «Пантера»
- «Леопард»
- «Тигр»

Бронепалубні крейсери типу «Зента»
- «Зента»
- «Асперн»
- «Сігетвар»

Легкі крейсери класу «Новара»
- Крейсер «Гельголанд»
- «Сайда»
- «Новара»

### Канонерські човни
Канонерські човни класу "Метеор"
- «Метеор»
- «Комета»
- «Блискавка»

Канонерський човен "Magnet"

### Торпедні човни
Торпедні човни класу «Кайман»
«Кайман», «Анаконда», «Алігатор», «Крокодил», «Кит», «Тюлень», «Дельфін», «Нарвал», «Акула», «Чайка», «Ластівка», «Пінгвін», «Дракон», «Гриф», «Тритон», «Гідра», «Скорпіон», «Фенікс», «Восьминіг», «Поліп», «Каракатиця», «Ящірка», «Баклан», «Гагарка»
Торпедні човни класу Tb 74 T
Tb 74T, Tb 75T, Tb 76T, Tb 77T, Tb 78T, Tb 79T, Tb 80T, Tb 81T
Торпедні човни класу Tb 82 F Tb 82F, Tb 83F, Tb 84F, Tb 85F, Tb 86F, Tb 87F, Tb 88F, Tb 89F, Tb 90F, Tb 91F, Tb 92F, Tb 93F, Tb 94F, Tb 95F, Tb 96F, Tb 97F
Торпедні човни класу Tb 98 M Tb 98М, Tb 99М, Tb 100М,

### Міноносці
Міноносці класу "Гусар"
- «Чікош» * «Дінара» * «Пандур» * «Река» * «Штрайтер» * «Турул» * «Велебіт» «Снайпер» * «Улан» * «Ускоке» * «Вільдфанг» * «Гусар»

Міноносці класу "Татра"
- «Tatra» * «Balaton» * «Csepel»* «Lika»* «Triglav»* «Orjen»

### Підводні човни
- Підводні човни класу U-1 _ *U-1 * U-2
- U-3 * U-4
- Підводні човни класу U-5 _ *U-5 * U-6 * U-12
- клас U-10 _ *U-10 * U-11 * U-15 * U-16 * U-17
- U-14
- Підводні човни класу U-20 _ *U-20*U-21*U-22*U-23
- Підводні човни класу U-27 _ *U-27 *U-28 *U-29 *U-30 *U-31 *U-32 *U-40 *U-41
- Підводні човни класу U-48 _ *U-48*U-49*U-58*U-59
- Клас U-50
- Підводні човни типу U-52 _ *U-52*U-53*U-54*U-55*
- Підводні човни класу U-101 _ *U-101 *U-102 *U-103 *U-104 *U-105 *U-106 *U-118 *U-119 *U-120
- Підводні човни класу U-107 _ *U-107*U-108

### Річкові монітори
- Монітори класу Maros _ Maros, Leitha
- Монітори класу Körös _ Körös, Szamos
- Монітори класу Temes _ Temes, Bodrog
- Монітори класу Enns _ Enns, Inn
- Монітори класу Sava _ Sava, Bosna